# Plutonowy Służby Więziennej
Plutonowy Służby Więziennej (plut. SW) – stopień w Służbie Więziennej, odpowiednik stopnia plutonowego w Siłach Zbrojnych RP.
Wzory dystynkcji plutonowego SW zostały określone w rozporządzeniu ministra sprawiedliwości z dnia 7 lutego 2011 w sprawie umundurowania funkcjonariuszy Służby Więziennej.